# Nina Stern

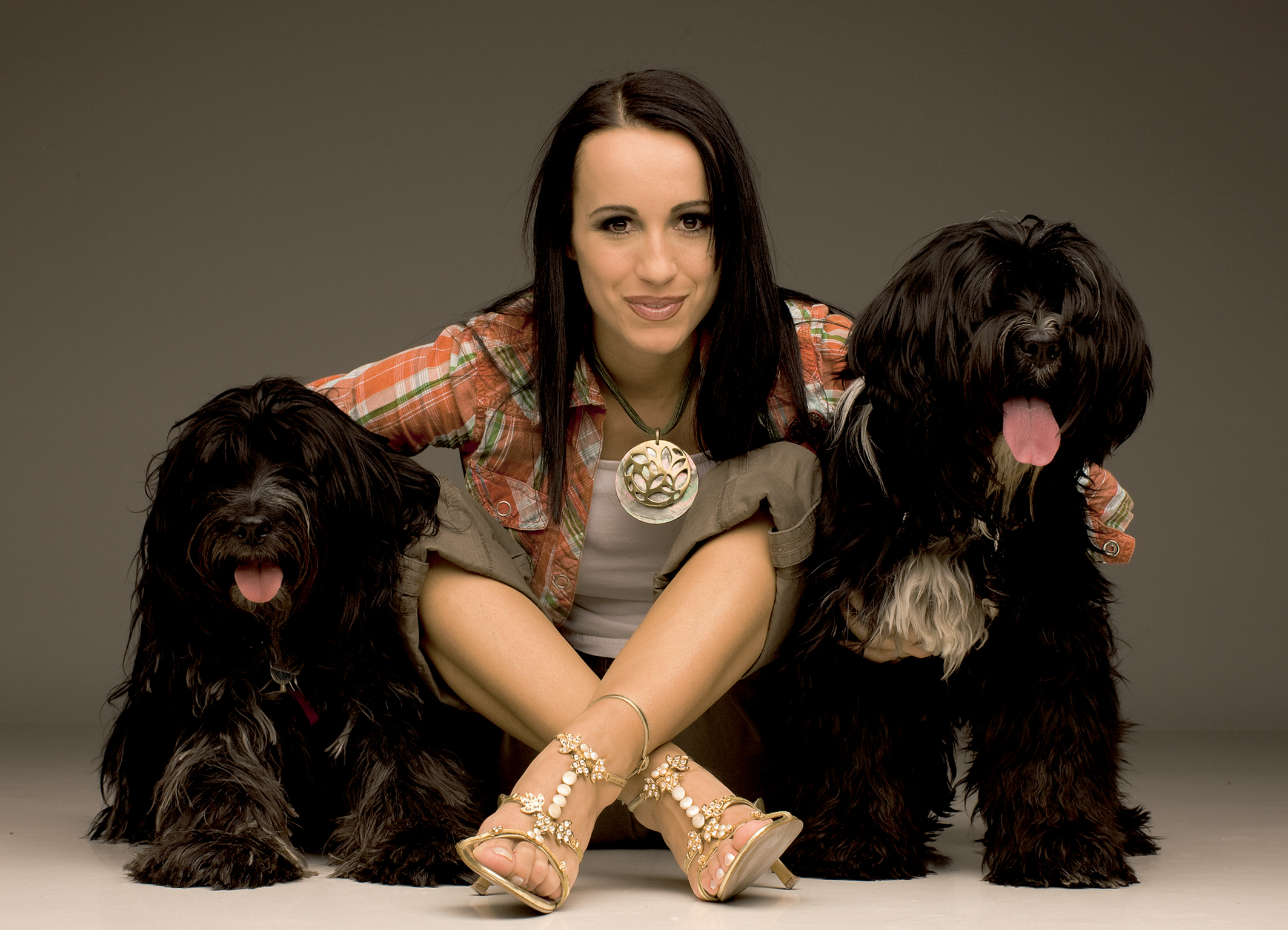
Nina Stern 2009

Nina Stern (* 6. Dezember 1979 in Hirschau, bürgerlicher Name Claudia Wild, geb. Schwemmer) ist eine deutsche Schlagersängerin, Moderatorin, Schauspielerin, Texterin und Musikproduzentin, die in Österreich lebt und arbeitet.

## Leben
Nina Stern absolvierte nach der Schulzeit eine Ausbildung zur Kauffrau im Groß- und Außenhandel. Seit 2002 lebt sie in Mischendorf im österreichischen Burgenland, wo die Sterngasse nach ihr benannt wurde. Stern war von 2006 bis 2021 mit Musikmanager Gerry Seebacher verheiratet. Sie ist mit Musiker Franky Wild, Frontmann der Austropop-Band Austria4you und Sänger der Zweier WG, verheiratet.
Stern engagiert sich aktiv für den Tierschutz. Sie setzt sich für die Organisation Borneo Orangutan Survival Foundation (BOS) und die vom Aussterben bedrohten Orang-Utans in Borneo ein. Von 2010 bis 2013 agierte sie als Schirmherrin des Tierheims Schweizerhof Dornau, Ende 2013 gründete Nina Stern ihre eigene Tierschutzorganisation dogangels mit der sie sich für herrenlose, verwahrloste, misshandelte und unerwünschte Tiere einsetzt. Für ihr Engagement mit dogangels erhielt Stern 2020 den Burgenländischen Tierschutzpreis in der Kategorie „Heimtierpreis für eine Organisation“.

## Wirken
Parallel zu ihrer Berufsausbildung stand Nina Stern ab ihrem 16. Lebensjahr auf der Bühne und sammelte erste Erfahrungen bei diversen Nachwuchswettbewerben. Nebenbei absolvierte sie eine Gesangs-, Sprach- und Moderations- sowie Tanz- und Schauspielausbildung. Im Jahr 1997 trat sie als Sängerin erstmals im Fernsehen auf und erhielt 1998 ihren ersten Vertrag bei einer österreichischen Plattenfirma. Das Debütalbum Ich hab’ mein Herz verloren erschien 1999. Mit dem gleichnamigen Titelsong belegte sie Platz 3 in der MDR-Fernsehreihe Achims Hitparade. Die 2003 erschienene Single Gebor’n um Dich zu lieben nahm Stern als Duett mit Kurt Elsasser auf. Beide absolvierten in den folgenden Monaten zahlreiche gemeinsame Auftritte im Fernsehen und nahmen 2004 am Promi-Special der Doku-Soap Tausche Familie teil, wobei die zweite „Tauschfamilie“ die Gruppe Drahdiwaberl war. Im selben Jahr erschien die zweite gemeinsame Single Nur mit Dir. Ursprünglich wollte Stern im Duett mit Elsasser am Grand Prix der Volksmusik 2005 teilnehmen, trat dann jedoch gemeinsam mit den Zillertaler Haderlumpen und dem von Stern geschriebenen und von Christian Zierhofer komponierten Titel Schau nicht weg, wir sind die Zukunft auf. Sie belegten im Vorentscheid in Wien im Juni 2005 den 2. Platz und erreichten im internationalen Finale in Zürich im September 2005 schließlich Platz 3. Es folgten Auftritte in großen Fernsehshows, zum Beispiel im Oktober 2005 in Dieter Thomas Hecks ZDF-Stargala für die Erdbebenopfer in Südasien sowie im Dezember 2005 bei der ORF-Spendengala Licht ins Dunkel (auch 2006–2009). Anfang Januar 2006 war sie mit dem Titel Schau nicht weg, wir sind die Zukunft in der Sendung Krone der Volksmusik zu sehen. Die Single erreichte im November 2006 für mehr als 15.000 verkaufte Exemplare in Österreich Goldstatus.
Ab 2006 moderierte Stern Sendungen auf Spartensendern wie stern.zeit (Burgenländisches Kabelfernsehen), Wanderbares … (Goldstar TV/Heimatkanal) und S.M.S. – Stars. Musik. Stories (TW1/Goldstar TV). Stern gab 2008 in der Folge Gute Zusammenarbeit der ORF/ARD-Serie Der Winzerkönig ihr Schauspieldebüt, wobei sie in einer Nebenrolle eine Hotelrezeptionistin spielte. Ein weiterer Schauspielauftritt Sterns folgte erst 2015 in der Pilotfolge zur geplanten Serie Dead End – At the End We Die, in der sie die Hauptrolle der Millionenerbin und Mordverdächtigen Julia Stone übernahm.
Gemeinsam mit Gerry Seebacher hatte Stern bereits 2000 die Promotionfirma Perfect Promotion gegründet. Anfang 2009 gründete sie den Musikverlag Tibi Inspiration und das Plattenlabel Music for Future und ist seitdem auch als Produzentin und Verlegerin ihrer Titel tätig. Von 2003 bis 2008 hatte sie beim Wiener Plattenlabel Euro-Music unter Vertrag gestanden. Das 2009 erschienene Album 30, das Stern selbst produzierte, war erstmals nicht ausschließlich dem Genre Schlager zuzuordnen, sondern enthielt auch Swingtitel und Chansonlieder. Stern wurde 2009 als Unterstützerin der Lyoness Child & Family Foundation tätig. Im Jahr 2010 veröffentlichte sie zum ersten Mal einen Titel in englischer Sprache: The Miracle of Lyoness, den sie schrieb, sang und produzierte, war der offizielle Song der Lyoness Child & Family Foundation und wurde für über 10.000 in Österreich verkaufte Exemplare Ende 2010 mit einer Goldene Schallplatte ausgezeichnet. Im Jahr 2011 erschien die deutsche Version des Titels unter dem Namen Wunderland. Stern legte anschließend als Sängerin eine künstlerische Pause ein.
Im Jahr 2012 nahm Nina Stern den Nachwuchsmusiker Manuel unter Vertrag und unterstützte ihn bei der Debütsingle Vom 7. Himmel in die Hölle (und zurück). Seit Ende 2015 ist Stern im Bereich Musik-Management für die 2014 gegründete Austropop-Band Austria4you tätig. Gemeinsam mit Bandleader Franky Wild betreibt Stern seit Anfang 2018 ein Tonstudio unter dem Namen wildstar. Ende 2018 veröffentlichte Stern gemeinsam mit Wild unter dem Projekt-Namen Swing-WG den Titel Alle Jahre wieder. Das Comeback als Schlagersängerin folgte im Juli 2020 mit dem Titel Du machst es mir nicht leicht Dich zu vergessen, ebenfalls gemeinsam mit Wild im Duo als „Zweier WG“. Seit Anfang 2021 hat sie gemeinsam mit Wild eine eigene Radio-Show mit dem Titel Willkommen in unserer Zweier WG, die wöchentlich auf mehreren Radiosendern ausgestrahlt wird.

## Diskografie

### Alben
- 1999: Ich hab’ mein Herz verloren (Knöbl-Records)
- 2003: Unendlich tief (Euro-Music)
- 2005: Liebe ist … grenzenlos (Euro-Music)
- 2007: Lust auf mehr (Euro-Music)
- 2009: 30 (Music for Future)

### Singles (Auswahl)
- 1996: Herz aus Gold
- 1999: Romanticos
- 2001: Bis zu den Sternen fliegen
- 2003: Gebor’n um Dich zu lieben (mit Kurt Elsasser)
- 2003: Wie ein Stern (ich brauch’ Dich) (Weihnachtssingle)
- 2004: Wegen Dir (Cover von Habanera aus Carmen)
- 2004: Geträumt hab’ ich schon viel zu oft von Dir
- 2005: Schau nicht weg, wir sind die Zukunft (mit den Zillertaler Haderlumpen, AT: Gold)[23]
- 2005: Lieb’ mich noch einmal
- 2006: Jetzt fängt der raue Winter an (Weihnachtssingle)
- 2007: Und wenn Du mich jetzt küsst
- 2007: Langzeitlover
- 2007: Liebes Christkindl (Weihnachtssingle)
- 2008: Böse Mädchen
- 2008: Wie lang schlägt mein Herz noch allein
- 2009: Wer flüstert lügt
- 2010: The Miracle of Lyoness (AT: Gold)[24]
- 2010: Susi
- 2010: Wunderland
- 2018: Alle Jahre wieder (als Swing-WG)
- 2020: Du machst es mir nicht leicht Dich zu vergessen (als Zweier WG)
- 2023: Gestrandete Seelen (als Zweier WG)

## Filmografie
- 2004: Tausche Familie (TV-Dokusoap, eine Folge)
- 2008: Der Winzerkönig (TV-Serie, eine Folge)
- 2015: Dead End – At the End We Die (Pilotfolge)